# Variacions sobre un tema rococó (Txaikovski)
Les Variacions sobre un tema rococó [Variatsii na temu rokoko] per a violoncel i orquestra en la major Op.33 de Piotr Ilitx Txaikovski és una peça de concert per a violoncel i orquestra. Tot i que no es tracta exactament d'un concert, és l'obra més pròxima a un concert per a violoncel que Txaikovski va compondre. L'estil està inspirat per la música de Mozart, el compositor més admirat per Txaikovski, fent palesa l'estima del compositor per la música del classicisme. Malgrat tot, el "tema" no és d'origen rococó, sinó que es tracta d'un tema original de Txaikovski.

## Història
L'obra va ser composta entre desembre de 1876 i març de 1877 per al violoncel·lista alemany Wilhelm Fitzenhagen (professor del Conservatori de Moscou) i amb la seua ajuda. Fitzenhagen va estrenar les Variacions a Moscou, el 30 de desembre de 1877 amb Nikolai Rubinstein dirigint l'orquestra. Aquesta va ser-ne potser l'única interpretació tal com Txaikovski la va compondre, fins a l'any 1941, quan va ser interpretada a Moscou sense les esmenes fetes per Fitzenhaugen, que aleshores ja havien esdevingut absolutament estàndards.
Fitzenhaugen va intervenir considerablement a donar forma al que ell considerava "la seua" peça. Gran part dels detalls de la part solista són seus, i van ser realment compostos per ell sota l'autògraf de Txaikovski. Més encara, Fitzenhaugen va descartar una variació sencera i va reestructurar l'ordre de la resta. Això, per altra banda, va necessitar més talls i enllaços.
De fet, Txaikovski havia animat Fitzenhaugen a intervenir en les Variacions — cosa que aparentment va oblidar de comunicar al seu editor, P. I. Jurgenson. Jurgenson va escriure a Txaikovski: «Aquest horrible Fitzenhaugen insisteix a canviar la vostra peça per a violoncel, i diu que li heu donat completa autorització per a fer-ho. Déu meu! "Txaikovski revu et corrigé par Fitzenhagen!" ». De fet, en una de les seues ocasionals mostres d'inseguretat sobre la seua obra, especialment quan aquesta prenia forma, Txaikovski va autoritzar-ne els canvis. Onze anys després, un dels alumnes de Fitzenhaugen, Anatoli Brandukov, li va preguntar al compositor per què no restaurar la peça a la seua forma original. Aparentment irritat per la pregunta, Txaikovski va replicar: «Oh, que el diable se l'emporte! Deixeu-la estar com és».
Les variacions s'interpreten sense pausa, excepte entre l'últim moviment lent i el finale; però fins i tot ací no hi ha l'ampla doble barra que tradicionalment indica la separació entre moviments, sinó només un silenci abans d'escometre el fragment final. La dificultat de la peça rau en aquesta disposició aparentment innocent de les vuit seccions, sense els habituals llargs interludis orquestrals que permetrien al solista prendre alè.
L'obra està orquestrada per a petita orquestra, consistent en parells d'instruments de vent de fusta bàsics, dues trompes i instruments de corda, i té un tema i set variacions, amb una durada del voltant els 20 minuts.

## Estructura
1. Moderato assai quasi Andante - Thema: Moderato semplice
2. Var. I: Tempo della Thema
3. Var. II: Tempo della Thema
4. Var. III: Andante sostenuto
5. Var. IV: Andante grazioso
6. Var. V: Allegro moderato
7. Var. VI: Andante
8. Var. VII e Coda: Allegro vivo

### Moderato assai quasi Andante - Thema: Moderato semplice
L'orquestra comença amb una relativament breu (tot i que sobre el paper semble més llarga) introducció, i el violoncel solista exposa el simple i elegant tema. El tema es repeteix un total de sis vegades, aleshores el violoncel toca un breu passatge de lligam, exactament les mateixes notes que s'usen després per a enllaçar les Vars. I i II. El mateix passatge es troba, en una octava inferior, enllaçant les Vars. II i III.

### Var. I: Tempo della Thema
La primera variació és en triplets, a través dels quals l'orquestra exposa el tema de manera modificada. Es tracta d'una variació vivaç i plena de gràcia.

### Var. II: Tempo della Thema
La segona variació presenta una secció de conversa entre l'orquestra i el solista, en la qual el tema pràcticament dobla la seua velocitat.

### Var. III: Andante sostenuto
En la tercera variació el tema ha canviat a la tonalitat de do major i s'interpreta amb un temps més contemplatiu.

### Var. IV: Andante grazioso
La quarta variació torna a la tonalitat de la major i és una versió més vivaç del tema.

### Var. V: Allegro moderato
La cinquena variació es desenvolupa sobre refilades des del final de la quarta variació, i després d'un gran descens del violoncel solista vers un mi baix, l'orquestra reprèn amb galania. Hi segueix una cadència, concloent amb les refilades inicials, i de nou la melodia sona amb l'orquestra al complet per a després iniciar-se una nova i més difícil cadència. Aquesta segona cadència, que sorprenentment està acompanyada d'acords, refusa fermament culminar la seua tonalitat menor.

### Var. VI: Andante
La sisena variació és una malencònica reexposició del tema de re menor, arrossegant-se des de la cadència.

### Var. VII e Coda: Allegro vivo
Després d'una pausa breu, el solista, ja molt esgotat, escomet la variació més difícil i exigent, un Allegro vivo. Ser capaç controlar la tècnica d'aquesta darrera variació és una prova de virtuosisme per a qualsevol violoncel·lista. L'orquestra també (el flautista en particular) se sotmet a dura prova, sobretot en el final increïblement ràpid.

### Canvis respecte de l'original
La següent llista mostra la disposició original de l'obra tal com Txaikovski la va compondre i la revisió feta per Fitzenhaugen:
- Introduction- Igual
- Theme-Igual
- Variació I-Igual
- Variació II- Igual
- Variació III- Ara Variació VI
- Variació IV- Ara Variació VII
- Variació V- Ara Variació IV
- Variació VI- Ara Variació V
- Variació VII- Ara Variació III
- Variació VIII- Tallada
- Coda- Igual

Vegeu enregistrament de Steven Isserlis i Julian Lloyd Webber